# Damir Markota
Damir Markota (ur. 26 grudnia 1985 w Sarajewie jako Damir Omerhodžić) – chorwacki koszykarz, występujący na pozycji silnego skrzydłowego, reprezentant kraju, posiadający także Szwedzkie obywatelstwo, obecnie zawodnik Dinama Zagrzeb.
W 2007 reprezentował Milwaukee Bucks podczas rozgrywek letniej ligi NBA.

## Osiągnięcia
Stan na 5 lipca 2022, na podstawie, o ile nie zaznaczono inaczej.

### Drużynowe
- Mistrz:
  - Ligi Bałtyckiej (2008)
  - Chorwacji (2004, 2006, 2018, 2019)
  - Litwy (2008)
- Wicemistrz:
  - Ligi Adriatyckiej (2004, 2011)
  - Chorwacji (2005, 2015)
  - Słowenii (2011)
- 3. miejsce w Eurocup (2010)
- Zdobywca:
  - pucharu:
    - Litwy (2008)
    - Słowenii (2011)
    - Chorwacji (2008, 2018)

  - superpucharu:
    - Ligi Adriatyckiej (2017)
    - Turcji (2012)
- Finalista:
  - Pucharu Chorwacji (2005, 2012)
  - Superpucharu Słowenii (2010, 2011)
- Uczestnik międzynarodowych rozgrywek
  - Euroligi (2010/2011, 2012/2013 – TOP 16, 2011/2012 – faza zasadnicza)
  - Eurocup (2009/2010, 2013/2014 – TOP 32, 2017/2018 – TOP 16)
  - Ligi Adriatyckiej (2003/2004, 2004–2006 – ćwierćfinał, 2014/2015 – 11. miejsce, 2020/2021 – 9. miejsce)

### Indywidualne
- MVP kolejki Ligi Adriatyckiej (10 – 2014/2015)
- Uczestnik meczu gwiazd ligi:
  - chorwackiej (2005)
  - słoweńskiej (2011)

### Reprezentacja
Seniorska
- Brązowy medalista turnieju London Invitational Tournament (2011)
- Uczestnik:
  - mistrzostw:
    - świata (2014 – 10. miejsce)
    - Europy (2007 – 6. miejsce, 2011 – 13. miejsce, 2013 – 4. miejsce,)

  - kwalifikacji:
    - olimpijskich (2008 – 1. miejsce)
    - do Eurobasketu (2007, 2013)

Młodzieżowe
- Uczestnik:
  - mistrzostw:
    - świata U–19 (2003 – 4. miejsce)
    - Europy:
      - U–20 (2002 – 8. miejsce, 2005 – 11. miejsce)
      - U–16 (2001 – 12. miejsce)

  - kwalifikacji do Eurobasketu:
    - U–20 (2004)
    - U–16 (2001)
- Liderzy:
  - strzelców Eurobasketu U–20 (2005)
  - Eurobasketu U–20 w zbiórkach (2005)